# مراهق العائلة
مراهق العائلة (بالإنجليزية: adolescence) هو مسلسل تلفزيوني درامي جريمة بريطاني صدر عام 2025 من إخراج فيليب بارانتيني وجاك ثورن وستيفن جراهام. يتألف هذا المسلسل من أربع حلقات، وكل حلقة تم تصويرها بلقطة واحدة متواصلة، مما يضفي طابعًا واقعيًا ومكثفًا على الأحداث. تبدأ القصة باقتحام الشرطة لمنزل عائلة واعتقال ابنهم المراهق بتهمة قتل زميلة له، مما يصدم والديه ويدفعهم للتساؤل عن حقيقة ما حدث.
المسلسل من بطولة وإنتاج الممثل البريطاني ستيفن غراهام. يستكشف المسلسل قضايا معقدة تتعلق بالمراهقة، والعلاقات الأسرية، وتأثير البيئة الاجتماعية على الشباب. عرض المسلسل لأول مرة على نتفليكس في 13 مارس 2025، وحظي بإشادة النقاد لإخراجه وكتابته وتصويره السينمائي، مع إيلاء اهتمام خاص لأجوائه وأداء الممثلين.

## الممثلون
- ستيفن غراهام في دور إيدي ميلر
- أوين كوبر في دور جيمي ميلر
- آشلي والترز في دور المحقق لوك باسكومب
- إيرين دوهرتي في دور بريوني أريستون
- فاي مارساي في دور المحقق ميشا فرانك
- كريستين تريماركو في دور ماندا ميلر
- مارك ستانلي في دور بول بارلو
- كاين ديفيس في دور رايان كوالسكا
- جو هارتلي في دور السيدة فينومور
- أميلي بيز في دور ليزا ميلر
- فاطمة بوجانغ في دور جايد
- أوستن هاينز في دور فريدو
- ليل شارفا في دور موراي
- إيلودي غريس ووكر في دور جورجي
- إميليا هوليداي في دور كاتي ليونارد

## الحلقات
| ر. الإجمالي | العنوان    | المخرج          | الكاتب                 | تاريخ العرض الأصلي |
| --- | ---------- | --------------- | ---------------------- | ------------------ |
| 1 | «الحلقة 1» | فيليب بارانتيني | جاك ثورن وستيفن جراهام | 13 مارس 2025       |
| قاد مفتش المباحث لوك باسكومب والرقيبة المحققة ميشا فرانك مداهمة للشرطة على منزل عائلة ميلر: الأب إيدي، والأم ماندا، والابنة ليزا، والابن جيمي البالغ من العمر 13 عامًا. ألقيا القبض على جيمي للاشتباه في ارتكابه جريمة قتل، واقتياده إلى مركز الشرطة القريب. أعلن جيمي براءته وهو يبكي أثناء إجراءات التحقيق واقتياده إلى زنزانة احتجاز، بينما وصلت عائلته إلى المركز. وافق إيدي على أن يكون "الشخص البالغ المناسب" لجيمي، وأن يكون معه أثناء تفتيشه واستجوابه. سأل إيدي جيمي على انفراد عما إذا كان قد ارتكب الجريمة، وصدق إنكاره. وصل بارلو، المحامي المعين لتمثيل جيمي، وأطلع جيمي وعائلته على الإجراءات الجنائية، ونصح جيمي بعدم الرد على أسئلة تتعلق بالليلة السابقة. أشرف إيدي على تفتيش جيمي عاريًا. بدأ باسكومب وفرانك مقابلة جيمي الرسمية. كشف المحققون أن جيمي أدلى بعدة تعليقات جنسية صريحة عن عارضات أزياء على إنستغرام. ثم يتم استجوابه بشأن كاتي ليونارد، إحدى زميلات جيمي في الفصل والتي عُثر على جثتها مقتولة في موقف سيارات في الليلة السابقة. ومع تزايد الأدلة، يقترح بارلو استراحة، لكن إيدي يصر على أن ابنه ليس لديه ما يخفيه. يعرض باسكومب لقطات من كاميرات المراقبة لجيمي وهو يطعن كاتي حتى الموت قبل إنهاء المقابلة. يبكي جيمي وإيدي في غرفة الاستجواب؛ ويتراجع إيدي لفترة وجيزة عندما يلمسه جيمي قبل أن يحتضنه بشدة. |            |                 |                        |                    |
| 2 | «الحلقة 2» | فيليب بارانتيني | جاك ثورن وستيفن جراهام | 13 مارس 2025       |
| بعد ثلاثة أيام من جريمة القتل، يزور باسكومب وفرانك مدرسة جيمي الثانوية للتحدث إلى زملاء جيمي وكاتي في الفصل، على أمل معرفة دافع جيمي وموقع سلاح الجريمة. ابن باسكومب، آدم، طالب أيضًا في المدرسة. يجد الضباط أن المعلمين منهكون ويكافحون للتعامل مع الطلاب المشاغبين. تنتشر أخبار جريمة القتل وتورط جيمي على نطاق واسع بين الطلاب في جميع أنحاء المدرسة؛ صديقة كاتي، جاد، منزعجة بشكل خاص من جريمة القتل وترفض الإجابة على أي من أسئلة الضابط. اعتدت لاحقًا على صديق جيمي، رايان، متهمةً إياه بالتسبب في مقتل كاتي. عندما تفقد باسكومب وفرانك رايان في المستوصف، كان متعاونًا في البداية، لكنه سرعان ما أصبح مراوغًا وغير راغب في الإجابة على الأسئلة، وغادر الغرفة عندما ذُكرت أداة القتل. توجه آدم إلى والده وشرح له كيف يستخدم المراهقون بعض الرموز التعبيرية للتواصل على وسائل التواصل الاجتماعي. كشف آدم أن كاتي استخدمت هذا النوع من اللغة المشفرة لاتهام جيمي بأنه عازب على إنستغرام، مما أدى في الواقع إلى حملة تنمر إلكتروني ضده، مما أثار قلق باسكومب وفرانك. وبينما كانا يحاولان استجواب رايان مرة أخرى، هرب فجأة من النافذة وطارده باسكومب خارج المدرسة. عندما أُلقي القبض على رايان، كشف أن السكين الذي استخدمه جيمي لطعن كاتي كان سكينه. أُلقي القبض على رايان بتهمة التآمر مع انتهاء اليوم الدراسي، وغادرت فرانك لتقديم شكوى ضد جيمي. أخذ باسكومب آدم من المدرسة لقضاء المزيد من الوقت معًا وزار إيدي موقع مقتل كاتي ليضع زهورًا تخليدًا لذكراها. |            |                 |                        |                    |
| 3 | «الحلقة 3» | فيليب بارانتيني | جاك ثورن وستيفن جراهام | 13 مارس 2025       |
| بعد سبعة أشهر من جريمة القتل، التقت بريوني أريستون، عالمة النفس الجنائي، بجيمي في مركز احتجاز الأحداث لإعداد تقرير ما قبل المحاكمة حول قواه العقلية. كان جيمي قد تورط مؤخرًا في مشادة عنيفة مع سجين آخر، ويبدو عليه الانزعاج من قضاء رايان فترة ما قبل المحاكمة في المنزل. أوضحت بريوني لجيمي أن هدفها الوحيد هو تقييم فهمه للظروف المحيطة بالقضية، وليس القضية نفسها. إلا أن جيمي انخرط في لعبة تفوق متوترة. أعادت عالمة النفس توجيه الحديث بصبر لمناقشة حياة جيمي الجنسية، وموقفه تجاه النساء، وتجاه نفسه. من خلال إعادة توجيه بريوني الدقيقة، قدم جيمي تسلسلًا زمنيًا كاملاً للأحداث: التقطت كاتي صورة عارية الصدر لزميلها في الصف أعجبت به، ونشرها ذلك الشاب في المدرسة دون موافقتها. جرح هذا كاتي، فطلب جيمي منها الخروج، معتقدًا أنها ستكون حساسة عاطفيًا، وبالتالي أكثر ميلًا للقبول. رفضته على الفور، ثم بدأت بترك التعليقات على صفحته على إنستغرام. طوال المقابلة، تذبذب مزاج جيمي بين الود والعدوان. تضمن ذلك اعترافًا غير مقصود بجريمة القتل، وعدة نوبات غضب أصابت بريوني بصدمة شديدة. بعد أن أخبرت جيمي أن هذه الجلسة هي الأخيرة لهما، طالب جيمي بمعرفة ما إذا كانت بريوني معجبة به شخصيًا، متلهفا لنيل موافقتها. رفضت الإجابة، مما زاد من انزعاج جيمي. اضطر حارس الأمن لسحب جيمي خارج غرفة المقابلة وأخذت بريوني لحظةً لتبكي في صمت قبل أن تغادر. |            |                 |                        |                    |
| 4 | «الحلقة 4» | فيليب بارانتيني | جاك ثورن وستيفن جراهام | 13 مارس 2025       |
| لقد مرت ثلاثة عشر شهرًا منذ جريمة القتل. إنه عيد ميلاد إيدي الخمسين. أخبرته ليزا أن شاحنة السباك الخاصة به قد تعرضت للتخريب. خرج جيران عائلة ميلر للتحديق والثرثرة، رافضين إخبار إيدي من فعل ذلك. لم يقرر أحد مساعدته في تنظيفها. مر المراهقان اللذان ارتكبا الجريمة على دراجتيهما للسخرية من إيدي، وأعطوه نظرة جيدة على وجوههم. قرر اصطحاب العائلة إلى متجر لاجهزة الكمبيوتر لإزالة الطلاء. في الرحلة، خطط إيدي لأخذ ماندا وليزا إلى السينما في وقت لاحق من ذلك اليوم للاحتفال بعيد ميلاده وتلطيف الأجواء. في المتجر، تعرف موظف شاب على إيدي وأعرب عن دعمه لجيمي، وكشف أنه جزء من مجتمع عبر الإنترنت بدأ في تصوير القتل والاعتقال على أنه مؤامرة. أغلق إيدي المحادثة واشترى بعض الطلاء لإعادة طلاء الشاحنة. في الخارج، رأى المراهقين مرة أخرى. يثور غضبًا، ويمسك بأحدهم - ويصرخ بالشتائم والتهديدات. لقد غمره الغضب لدرجة أنه لم يسمع توسلات ماندا له بالهدوء والتصرف بشكل صحيح ، وبدلاً من ذلك ألقى علبة الطلاء على شاحنته، وتناثرت على النوافذ والرصيف. في طريق العودة إلى المنزل، اتصل جيمي وأعلن لوالده عن خطته لتغيير إقراره بالذنب، دون أن يدرك أن والدته وأخته تستمعان. بعد أن كشفوا عن أنفسهم، حاول كل فرد من أفراد الأسرة إجراء محادثة غير رسمية مع جيمي حول حياته في المنشأة قبل أن يضطر جيمي إلى إغلاق الهاتف. في غرفة نومهما، أجرى إيدي وماندا محادثة عاطفية حول محاكمة جيمي القادمة وذكرياتهما عنه. يلوم إيدي نفسه على دوره كأب ويعرب عن خجله من سلوكه كشخص بالغ مناسب لجيمي في يوم الاعتقال فتحاول ماندا طمأنته. بعد أن تركته ماندا وليزا بمفرده، زار إيدي غرفة نوم جيمي الفارغة وبكى بصوت عالٍ في بطانيته. عندما يهدئ نفسه، يضع إحدى ألعاب جيمي المحشوة في السرير قبل أن يقبلها على جبهتها ويعتذر على انه لم يتصرف بشكل أفضل. |            |                 |                        |                    |

## الاستقبال
حظي مسلسل "المراهقة" بإشادة واسعة من النقاد. على موقع "روتن توميتوز" لتجميع المراجعات، كانت 99% من 82 مراجعة إيجابية، بمتوسط تقييم 9.3/10. وجاء إجماع الموقع على النحو التالي: "بأسلوب جريء وإخراج رائع من البداية إلى النهاية، يُعد مسلسل "المراهقة" تحفة فنية في سرد القصص التلفزيونية، وتجربة مشاهدة لاذعة تترك ندوبًا عميقة." أما موقع ميتاكريتيك، الذي يستخدم متوسطًا مرجحًا، فقد منح الفيلم 90 من 100 بناءً على 26 مراجعة، مما يشير إلى "إشادة عالمية".
وفي صحيفة "الغارديان"، ذكرت لوسي مانجان أن فيلم "المراهقة" كان "أقرب ما يكون إلى الكمال التلفزيوني منذ عقود"، مُشيدةً بأداء كوبر ودوهيرتي المميز. وجدت أنيتا سينغ من صحيفة ديلي تلغراف أن المسلسل "مدمر بهدوء" وأن التمثيل "استثنائي"، على الرغم من أنها قالت إن تقنية التصوير بلقطة واحدة قد تبدو "كحيلة". أشادت صوفي بوتشر من مسلسل "إمباير" بالتصوير المتواصل، قائلةً إنه "أكثر الأعمال التلفزيونية إثارةً للذهول هذا العام" والذي ساهم في تعزيز المشاعر على الشاشة.

## روابط خارجية
- مراهق العائلة على موقع IMDb (الإنجليزية)
- مراهق العائلة على موقع ميتاكريتيك (الإنجليزية)
- مراهق العائلة على موقع روتن توميتوز (الإنجليزية)
- مراهق العائلة على موقع نتفليكس (الإنجليزية)
- مراهق العائلة على موقع فيلمافينيتي (الإسبانية)
- مراهق العائلة على موقع ليتربوكسد (الإنجليزية)
- مراهق العائلة على موقع ألو سيني (الفرنسية)
- مراهق العائلة على موقع قاعدة بيانات الفيلم (الإنجليزية)